# Zijkanaal H
Het Zijkanaal H is een zijkanaal van het Noordzeekanaal en verbindt het Barndegat op de grens van Amsterdam en Zaandam met het Noordzeekanaal. Het kanaal is in 1876 gelijktijdig met het Noordzeekanaal in gebruik genomen. Het is, gezien vanuit IJmuiden, het achtste zijkanaal.

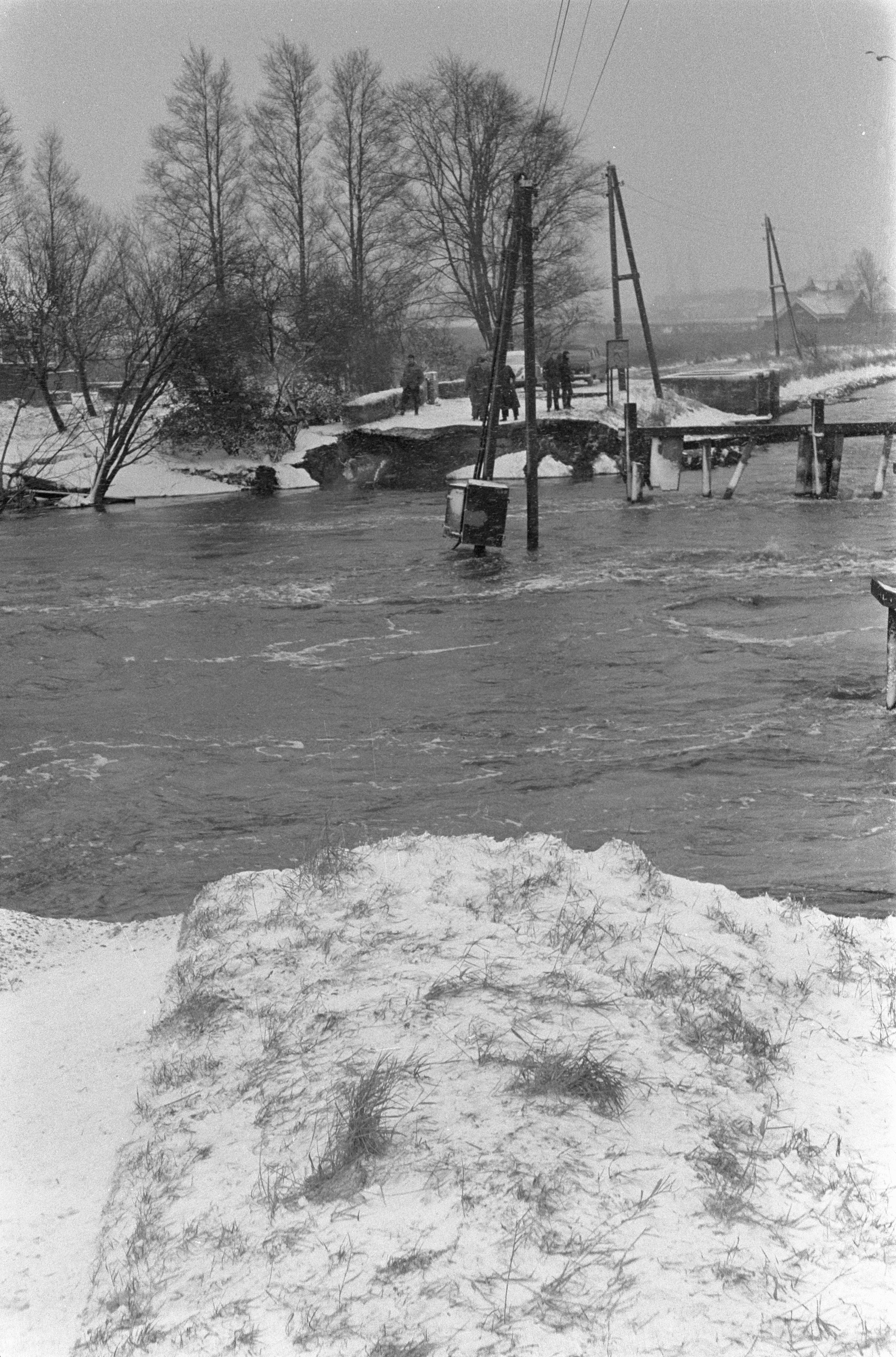
Dijkdoorbraak bij Zijkanaal H, waardoor Tuindorp Oostzaan overstroomde; 14 januari 1960

Het kanaal ligt aan de noordkant van het Noordzeekanaal, tussen de Achtersluispolder aan de westkant en de Noorder IJpolder aan de oostkant. In deze laatste polder is de Noorder IJplas uitgegraven. Ten westen van het kanaal ligt de Zijkanaal H-weg.
Op 14 januari 1960 brak een dijk van het zijkanaal door, waardoor de Amsterdamse wijk Tuindorp Oostzaan geheel onder water kwam te staan en de bewoners tijdelijk hun huizen moesten verlaten.
Zijkanaal A · Zijkanaal B · Zijkanaal C · Zijkanaal D · Zijkanaal E · Zijkanaal F · Zijkanaal G · Zijkanaal H · Zijkanaal I · Zijkanaal J · Zijkanaal K